# Ron Paul
Ronald Ernest (Ron) Paul (Pittsburgh (Pennsylvania), 20 augustus 1935) is een voormalig lid van het Amerikaanse Huis van Afgevaardigden voor de Republikeinen. Hij dong mee naar de nominatie als presidentskandidaat voor de Amerikaanse Republikeinse Partij in 2008 en 2012. Eerder, in 1988 was hij daadwerkelijk presidentskandidaat voor de 
Libertarische Partij. Hij wordt tevens gezien als degene die het fundament gelegd heeft voor de hedendaagse Tea Party-beweging, waarin zijn zoon Rand Paul een van de sturende krachten is.

## Biografie
Hij behaalde zijn BSc in Biologie aan Gettysburg College en studeerde geneeskunde aan Duke University. Daarna was hij arts bij de Amerikaanse luchtmacht en specialiseerde zich verder in gynaecologie en verloskunde aan de Universiteit van Pittsburgh. In 1968 verhuisde hij met zijn vrouw Carol naar Surfside Beach (Texas), waar zij nog steeds wonen.

### Politieke functies
In 1974 verloor Paul zijn eerste verkiezing. Hij nam het op tegen Democraat Robert P. Casey, in de verkiezingen voor het Huis van Afgevaardigden. Casey werd echter benoemd in een federale functie, waardoor Paul in 1976 de vrijgekomen zetel wel wist te winnen, echter slechts voor zes maanden, toen Democraat Robert A. Gammage wist te winnen in de reguliere verkiezing. Twee jaar later was Paul wel te sterk voor Gammage, en in 1980 en 1982 werd hij opnieuw verkozen. In 1984 was hij geen kandidaat voor het Huis meer (hij werd opgevolgd door Tom Delay), maar hij deed wel een jaar later een gooi naar een senaatszetel, een verkiezing die hij verloor, waarna hij een tijdlang als dokter werkzaam was.
Voor de Libertarische Partij was Paul in 1988 kandidaat voor het Amerikaanse presidentschap, en hij kreeg landelijk 431.750 stemmen.
Paul werd in 1994 weer verkozen in het Huis van Afgevaardigden, hoewel de leiding van de Republikeinse Partij zich niet achter Paul schaarde. Hetzelfde zou gebeuren in 1998, een verkiezing die hij opnieuw zou winnen. Hij werd opnieuw verkozen in 2000, 2002 en 2006. Hij is lid van de Republican Liberty Caucus, een libertarische fractie binnen de Republikeinse Partij.

### Presidentskandidaat
Op 11 januari 2007 werd bekend dat Paul bij de Amerikaanse presidentsverkiezingen 2008 wilde meedingen naar de nominatie van de Republikeinse Partij. Op 12 maart 2007 liet hij weten officieel in de race te zijn. Op 12 juni 2008 stopte hij zijn campagne, maar sprak zijn steun niet uit voor John McCain, die de Republikeinse voorverkiezingen won.
In 2011 maakte Ron Paul bekend dat hij zich opnieuw kandidaat zou stellen voor de Republikeinse voorverkiezingen met het oog op de Amerikaanse presidentsverkiezingen van november 2012. Ondanks onverwacht goede resultaten in onder andere New Hampshire (waar hij 23% van de republikeinse kiezers wist te overtuigen en tweede werd na Mitt Romney), lag hij nooit echt in de running en op 14 mei 2012 kondigde hij aan dat hij geen actieve campagne meer zou voeren wegens een tekort aan fondsen. Toch stapte hij nog niet officieel uit de race en hij bleef zoeken naar afgevaardigden die voor hem willen stemmen.

## Politieke standpunten
Paul is fiscaal conservatief, constitutionalist, libertariër en een politieke 'maverick' (vrijbuiter) binnen het Huis van Afgevaardigden. Hij is voorstander van het strikt navolgen van de Amerikaanse grondwet. Hij stemt vaak tegen nieuwe wetten die de invloed van de (federale) overheid vergroten en/of ongrondwettelijk zijn. Hierdoor heeft hij in de media de bijnaam Dr. No gekregen.

#### Binnenlands beleid
Ron Paul is van mening dat een werkelijke patriot tegen de Patriot Act moet zijn en stemde tegen die wet in 2001 en 2005. Hij hekelt de uitwerkingen die de war on terror heeft op burgerlijke vrijheden.
Hij ziet de inkomstenbelasting als de meest kwaadaardige vorm van belasting omdat volgens hem de armste en de middenklasse hierdoor het zwaarst getroffen worden. Hij is onder andere daarom volledig voor het afschaffen van de inkomstenbelasting. Hij ziet een verbruiksbelasting als goed alternatief voor de inkomstenbelasting. Ron Paul vindt dit reëel omdat de Amerikaanse inkomstenbelasting één derde van het huidige budget is. De overheidsuitgaven moeten dan teruggeschroefd worden naar een niveau van tien jaar daarvoor (anno 2008).

#### Buitenlands beleid
Paul is voor non-interventie, dat iets anders is dan isolationisme. Zo vindt hij dat de VS hun troepen onmiddellijk moeten terugtrekken uit landen als Irak en Zuid-Korea en uit organisaties moeten stappen zoals de Verenigde Naties en de Wereldbank. De VS moeten volgens hem echter leidinggevend zijn in diplomatie en vrije internationale handel. Hij is tegen de dienstplicht. Ook is Paul tegen het vergaande samenwerkingsverband tussen de Verenigde Staten, Canada en Mexico, de "Security and Prosperity Partnership of North America" en tegen de mogelijke komst van de Amero.
Paul stemde tegen CAFTA omdat hij het ongrondwettelijk vond.
Op het punt van immigratie neemt Paul een behoudend standpunt in. Hij is voorstander van het versterken van de grenspolitie en hekelt de mogelijkheid van (illegale) immigranten om overheidssteun te krijgen.

### Economie
Paul is een fervent voorstander van de vrije markt, een standpunt dat hij baseert op de ideeën van de Oostenrijkse School. Daardoor is hij ook tegen een centrale bank zoals de Federal Reserve, omdat die in zijn ogen juist verantwoordelijk is voor de hoog- en laagconjunctuur van de economie. Paul meent dat de waarde van de Amerikaanse dollar gekoppeld moet worden aan die van het goud en wil daarom volledig overgaan op een gouden standaard. Hij meent verder dat de federale inkomstenbelasting moet worden afgeschaft (hij diende daartoe al een aantal wetsvoorstellen in), hij wil dat de federale overheid zich alleen financiert met inkomsten uit BTW en accijns, verder dient het aantal federale ministeries afgeslankt te worden. Paul verdedigt zijn standpunten vaak op basis van de Amerikaanse grondwet, die een beperkte lijst van bevoegdheden voor de federale overheid opsomt.
Paul hekelt het hoge Amerikaanse handelstekort, waardoor de VS vooral geld moeten lenen van China en Japan om dit te kunnen financieren. Hij vindt dat de huidige Amerikaanse welvaart meer gebaseerd is op lenen dan op een hogere groei in productie. Dit verzwakt de Amerikaanse dollar aanzienlijk en hij waarschuwt dan ook voor een mogelijke val van de dollar.

### Overige standpunten
Hoewel hij zelf een tegenstander is van abortus, meent Paul dat de federale overheid hierover geen inspraak heeft, dat het dus een recht is waarover staten zelf mogen beslissen. Paul hangt een consistent life ethic aan, wat ook betekent dat hij tegen de doodstraf is.
The war on drugs (strenge overheidshandhaving van het drugsbeleid) beschouwt Ron Paul als een falend beleid en hij pleit in eerste instantie voor het beëindigen van de federale handhaving.
Zijn standpunt omtrent het homohuwelijk is dat de overheid daar geen zeggenschap in behoort te hebben, dat trouwen een levensbeschouwelijke / godsdienstige aangelegenheid is en aangezien kerk en staat gescheiden zijn het homohuwelijk mogelijk moet zijn.